# The Velvet Underground (album)
| Recensione        | Giudizio |
| ----------------- | -------- |
| The Village Voice | A        |
| Record Mirror     |          |

The Velvet Underground è il terzo album in studio dei Velvet Underground, pubblicato nel 1969.
Nel 2003 la rivista Rolling Stone ha inserito il disco al 314º posto nella sua classifica dei migliori 500 album della storia.

## Storia
Fu il primo album con in formazione Doug Yule al posto di John Cale e il primo con l'etichetta MGM Records (i due dischi precedenti erano stati pubblicati con la Verve Records, etichetta jazz e sussidiaria della MGM).
È stato registrato nell'autunno 1968 ai TTG Studios di Hollywood, piuttosto velocemente dopo la dipartita di John Cale e con il solo Lou Reed al comando. La forte influenza precedente di Andy Warhol è diminuita: gli unici legami rimasti con la Factory warholiana sono le fotografie di copertina di Billy Name e la traccia d'apertura, Candy Says, sulla transessuale Candy Darling (che in seguito apparirà tra i protagonisti di un'altra canzone di Lou Reed nel 1972, Walk on the Wild Side).
A proposito dell'album, Lou Reed disse: «Ero fermamente convinto che non avremmo dovuto fare un altro White Light/White Heat. Pensavo che sarebbe stato un terribile errore, e ci credevo veramente. Pensai che dovessimo mostrare un lato diverso di noi stessi. Tuttavia, rischiavamo di diventare una band "monodimensionale", e ciò doveva essere evitato a ogni costo». Ricordando il periodo delle sessioni per il disco, la batterista Maureen Tucker disse: «Ero felice della nuova direzione che stavamo prendendo e della rinnovata calma che aleggiava nel gruppo, speravamo in un futuro migliore, sperando di piacere al pubblico e che qualche casa discografica ci promuovesse rendendoci finalmente giustizia». Doug Yule così si espresse circa la lavorazione dell'album: «fu molto divertente. Le sessioni in studio furono costruttive, felici e creative, tutti collaboravamo insieme».
L'album è stato prodotto dalla band stessa e pubblicato in due differenti versioni di missaggio stereo: una fatta dall'ingegnere del suono Val Valentin dello staff TTG e l'altra dallo stesso Reed, denominata "closet mix" (mix da stanzino) dal chitarrista Sterling Morrison. Egli infatti pensava che il mix di Lou Reed avesse un suono debole, racchiuso, come paralizzato. Nel mix di Valentin le percussioni o la batteria sono solitamente poste al centro, mentre nel mix di Reed in molte tracce le percussioni sono poste su un unico canale (tipico della maggior parte delle registrazioni degli anni '60). Le due versioni possono inoltre essere distinte per l'uso di differenti registrazioni di Some Kinda Love, che nel mix di Valentin è anche venti secondi più lunga. Vi sono poi altre diversità meno ovvie.
La pubblicazione originale in Gran Bretagna è il "Valentin mix". La prima versione statunitense ha invece il mix di Lou Reed; tuttavia i tempi delle tracce elencati in questa edizione corrispondono maggiormente al mix di Valentin, forse ad indicare che la versione di Reed era stata pubblicata per errore. La riedizione dell'LP negli Stati Uniti nel 1985 usa il Valentin mix; altre riedizioni in LP variano. La pubblicazione in CD usa anch'essa la versione di Valentin; l'unica eccezione è nel 4º disco del box set uscito nel 1995 Peel Slowly and See, che presenta il Reed mix.

## Copertina
L'album, conosciuto anche come "The Grey Album" (L'album grigio) a causa del colore della copertina, presenta sulla cover una foto della band (con in formazione Doug Yule) scattata da Billy Name, fotografo ufficiale della Factory, dove i membri del gruppo sono seduti su un divano in una stanza dalle luci soffuse alla Factory di Andy Warhol. Reed tiene in mano il numero di ottobre della rivista Harper's Magazine, ma la copertina sarebbe stata poi oscurata nell'immagine finale per una questione di diritti d'autore. L'artwork finale della copertina fu opera di Dick Smith, all'epoca membro dello staff artistico della MGM/Verve.

## Brani

### Candy Says
Delicata ballata dedicata alla transessuale Candy Darling, star della Factory di Andy Warhol, morta di cancro a causa delle iniezioni di ormoni femminili a cui si sottoponeva. Sul disco il brano è cantato da Doug Yule, poiché Reed si era rovinato la voce esibendosi troppo dal vivo. Lou Reed ha definito il brano: «probabilmente una delle migliori canzoni che abbia mai scritto».

### What Goes On
Briosa canzone pop-rock sugli alti e bassi di una relazione amorosa. Un assolo di chitarra quasi new wave, in anticipo sui tempi, impreziosisce il brano.

### Some Kinda Love
Lenta e blueseggiante canzone sulle sperimentazioni in campo "sessuale". In seguito Reed riprenderà una strofa del testo (Between thought and expression) per utilizzarla come titolo per la raccolta dei suoi testi scelti pubblicata nel 1992 e per l'omonimo box set retrospettivo sulla sua carriera musicale. La versione del Valentin mix è una take completamente differente del brano rispetto a quella del "closet mix" di Lou Reed.

### Pale Blue Eyes
Una delle più tenere e dolci canzoni d'amore mai scritte da Lou Reed. Dedicata al suo primo amore Shelley Albin, all'epoca sposata con un altro.
Il significato del testo è tanto profondo e personale che Sterling Morrison, quando Reed la suonò davanti a lui per la prima volta, gli disse:
(Sterling Morrison)

### Jesus
Una ballata in forma di laica invocazione di salvezza esistenziale. Lou Reed stesso si stupì di aver scritto una specie di inno religioso a metà tra il folk, il country-blues e il gospel.

### Beginning to See the Light
Frenetico e divertito rock in cui il narratore ci informa di "iniziare a vedere la luce" in fondo al tunnel.

### I'm Set Free
Una malinconica canzone sulla fine di una relazione. Il protagonista si sente ora libero dai legami costrittivi della vecchia relazione e prospetta a se stesso nuove relazioni che, però, diventeranno inevitabilmente come quella appena conclusasi.

### That's the Story of My Life
Brano dalla melodia quasi vaudeville, cantato da Lou Reed con una voce piena di amarezza, che contrasta con l'atmosfera cupa della canzone precedente. Il "Billy" citato nella canzone, è Billy Name (vero nome Billy Linich), fotografo della Factory di Warhol con cui Reed ebbe una relazione omosessuale all'epoca della registrazione dell'album.

### The Murder Mystery
Avanguardistico esperimento sonoro in cui due testi differenti vengono recitati (più che cantati) contemporaneamente nei canali stereo destro e sinistro su un tappeto sonoro fatto di musica dissonante. Uno degli esperimenti più curiosi del gruppo, effettuato nonostante il grande "sperimentatore" della band, John Cale, avesse già lasciato i Velvet Underground da tempo.

### After Hours
Cantata sull'album dalla batterista del gruppo Maureen Tucker, a cui Reed affidò il cantato perché riteneva avesse un tono di voce molto più "innocente" del suo per poterne cantare il testo. È una ode agli "after hours", i locali aperti tutta la notte, che parla di solitudine, depressione e alcolismo, la protagonista si rifugia in un bar notturno per non dover vedere la luce del giorno, osserva gli altri divertirsi e ballare ma lei non ci riesce. Il tutto cantato su una straniante melodia cabarettistica. La versione mixata da Lou Reed ha un approccio più folk-blues rispetto a quella del Valentin mix.

## Tracce
Tutte le canzoni sono state scritte da Lou Reed e arrangiate dai Velvet Underground
Lato A
1. Candy Says – 4:02
2. What Goes On – 4:52
3. Some Kinda Love – 4:00
4. Pale Blue Eyes – 5:38
5. Jesus – 3:22

Lato B
1. Beginning to See the Light – 4:38
2. I'm Set Free – 4:01
3. That's the Story of My Life – 1:56
4. The Murder Mystery – 8:53
5. After Hours – 2:07

### The Velvet Underground 45th Anniversary Deluxe Edition
Disc 1
1. Candy Says – 4:02
2. What Goes On – 4:52
3. Some Kinda Love – 4:00
4. Pale Blue Eyes – 5:38
5. Jesus – 3:22
6. Beginning to See the Light – 4:38
7. I'm Set Free – 4:01
8. That's the Story of My Life – 1:56
9. The Murder Mystery – 8:53
10. After Hours – 2:07

Disc 2 (Live In San Francisco / 1969)
1. I'm Waiting For The Man – 5:29
2. What Goes On – 4:33
3. Some Kinda Love – 4:03
4. Over You – 3:01
5. Beginning to See the Light – 5:37
6. Lisa Says – 5:59
7. Rock & Roll – 6:54
8. Pale Blue Eyes – 6:05
9. I Can't Stand It Anymore – 6:51
10. Heroin – 8:13
11. White Light/White Heat – 8:42
12. Sweet Jane – 4:17

## Formazione
- Lou Reed - voce, chitarra, pianoforte, cori
- Sterling Morrison - chitarra, cori; voce in The Murder Mystery
- Doug Yule - basso, organo, cori; voce in Candy Says e The Murder Mystery
- Maureen Tucker - percussioni, cori; voce in After Hours e The Murder Mystery

## Classifiche
| Classifica (2021) | Posizione massima |
| ----------------- | ----------------- |
| Grecia            | 59                |

## Influenza culturale
- Il gruppo rock italiano degli Afterhours ha preso il nome dall'omonimo brano di questo disco.[senza fonte]